# Georges Christen
 (mai 2019).
 (mai 2019).
Pour les articles homonymes, voir Christen.
Georges Christen, né le   21 décembre 1962 à Luxembourg (capitale du Luxembourg), est un homme fort luxembourgeois, détenteur de 22 records du monde.

## Biographie
Assureur de profession, Georges Christen inscrit pour la première fois son nom au livre Guinness des records alors qu'il est  agé de 19 ans.
Il fait partie de la longue lignée des hommes forts du Luxembourg[non neutre] qui compte entre autres John Grün (détenteur de plusieurs tours de force à la fin du 19e siècle), Jean Wolf,  Eugène Hettinger. 

## Records
Georges Christen détient 22 records du monde dont :
- déchirement d'un paquet de 120 cartes de jeu,
- Pliage de 368 clous (21 cm x 7 mm) en 60 minutes,
- traction d'un autobus (12,38 tonnes) sur une distance de 28,50 mètres avec les dents,
- gonflement d'une bouillotte jusqu’à éclatement en 14 s,
- il a empêché le décollage simultané de trois avions Cessna d'une puissance de 110 cv chacun (moteurs à pleine puissance)[3],
- il a porté une table avec les dents sur 11,80 m, la table qui pesait 12 kg où était assise une personne de 50 kg[4].